# Bonifatius Sauer
Bonifatius (Józef) Sauer (ur. 10 stycznia 1877 w Oberufhausen, zm. 7 lutego 1950 w Pjongjangu) – niemiecki duchowny rzymskokatolicki, benedyktyn, misjonarz, od 1921 biskup, założyciel misji benedyktyńskiej w Korei, biskup tytularny Appiarii, wikariusz apostolski wikariatu apostolskiego Wŏnsan, opat biskup opactwa terytorialnego Tŏkwon. Zmarł jako męczennik Kościoła katolickiego w północnokoreańskim więzieniu.
Proces beatyfikacyjny opata biskupa Bonifacego Sauera, ojca Benedykta Kima i towarzyszy rozpoczął się w maju 2007.